# Boe-Umberfisch
Der Boe-Umberfisch (Pteroscion peli) ist die einzige Art der Gattung Pteroscion aus der Familie der Umberfische (Sciaenidae). Sie kommt in Küsten- und Brackgewässern vor der Westküste Afrikas vom Senegal bis Namibia vor. Die Art wird kommerziell befischt.

## Merkmale
Boe-Umberfische erreichen eine Körperlänge von durchschnittlich etwa 18 und maximal 35 Zentimetern. Das Maul ist deutlich oberständig mit vorstehendem Unterkiefer. Die Augen sind sehr groß. Die Afterflosse weist zwei Hart- und neun Weichstrahlen auf. Die Schwimmblase weist an ihrem Vorderende baumförmige Anhängsel auf.

## Lebensweise
Boe-Umberfische halten sich im offenen Wasser in Tiefen bis 200, meist bis 50 Metern über sandigen und schlammigen Böden auf. Als Nahrung dienen ihnen Fische, Kopffüßer, Krustentiere und Würmer.